# Daniel Tsui
Daniel Chee Tsui (chinois simplifié : 崔琦 ; pinyin : Cuī Qí), né le 28 février 1939 dans la province du Henan, Chine, est un physicien sino-américain dont les domaines de recherche portent sur les propriétés électriques des couches minces, la microstructure des semi-conducteurs et la physique du solide. En 1998, avec Horst L. Störmer et Robert B. Laughlin, il a reçu le prix Nobel de physique pour ses contributions à la découverte de l'effet Hall quantique fractionnaire.

## Biographie
Daniel Tsui étudia à l'école secondaire Pui Ching (en) de Kowloon à Hong Kong. Il émigra aux États-Unis en 1958 pour étudier à l'Augustana College (en) à Rock Island (Illinois), et fut diplômé Phi Beta Kappa. Il obtint son doctorat de physique à l'université de Chicago et fut nommé professeur d'ingéniérie électrique à l'université de Princeton en 1982. Il reçoit en 1984 le prix Oliver E. Buckley de la matière condensée décerné par l'American Physical Society.
Tsui, Horst L. Störmer et Robert B. Laughlin sont colauréats du prix Nobel de physique de 1998 « pour leurs découvertes d'une nouvelle forme de liquide quantique possédant des excitations de charges fractionnaires ».